# Boris Kolar
Boris Kolar (Zagreb, 13. travnja 1933.), hrvatski animator, režiser, scenarist, karikaturist, ilustrator i scenograf.

## Životopis i stvaralaštvo
Studirao arhitekturu u Zagrebu. Karijeru započinje kao ilustrator i karikaturist u novinama. 1952. godine u Zora filmu nastaje Crvenkapica, prvi animirani film u boji na ovim prostorima, a knjigu snimanja izradio je tada osamnaestogodišnji Kolar. Ubrzo započinje plodonosnu suradnju s Dušanom Vukotićem, na čijim će filmovima najčešće raditi kao glavni crtač i scenograf. 
Godine 1956. radi kao glavni crtač na Vukotićevom Nestašnom robotu, a 1957. kao scenograf na parodiji westerna, animiranom filmu Cowboy Jimmy. Iste godine radi i na Susretu u snu, čiju režiju potpisuje Nikola Kostelac, također kao scenograf.
1958. godine ostvaruje niz odličnih suradnji s Dušanom Vukotićem, na čijim filmovima u to vrijeme radi samo kao glavni crtač. Zajedno su realizirali Koncert za mašinsku pušku, Veliki strah, satiru na jeftinu literaturu, Abra Kadabru, priču o dječaku i mađioničaru, i Osvetnika, film nastao po uzoru na Čehova. Kolar za sve navedene filmove pronalazi odgovarajući izraz, vješto izbjegavši zamku ponavljanja likovnog izraza.
Na dječjem filmu Prometni znaci-ulični junaci radi kao glavni crtač, scenograf, ali i animator, a 1959. godine s Vukotićem potpisuje scenarij filma Rep je ulaznica. 1960. godine režira, potpisuje scenarij i radi kao glavni crtač na filmu Dječak i lopta, a iste uloge ponavlja 1962. godine na filmu Bumerang, no ovdje se pojavljuje i kao animator.
U Filmskoj kulturi, u travnju 1963. godine objavljuje članak naziva Neke teze o našem animiranom filmu u kojem raspravlja o ulozi, mjestu i problemima animiranog filma.
1964. godine završio je kratki znanstveno-propagandni film Neman i vi, koji je naručio UNICEF. Iste godine na iznimno uspješnom filmu Vau-vau radi kao scenarist, režiser, crtač i animator. Iste uloge ponavlja i u filmovima Otkrovitelj, u animirano-igranom filmu Dijalog, u Stručnjacima, te u Mikromaniji.
Uz Antu Zaninovića i Zlatka Grgića, 1968. godine radi na realizaciji serije Baltazar, na poznatim kratkim animiranim filmovima poput Letećeg Fabijana, Vjetrovite priče, Maestra Koka i drugih.
Scenarist je filmova Pasji život i Sizif. 1971. godine režirao je filmove Sloboda je... i Zvonko sa zvonika. Animirani film Utopiju režira 1973. godine.
1992. godine režira animirani film Hrvatsko uskrsnuće. Kravatu Croaticu, kratki animirani film o postanku kravate režira 1994. godine.

## Nagrade
Veliki strah( nagrađen 1958. u Puli nagradom za crtanje karaktera), Koncert za mašinsku pušku (nagrađen 1960. u Beogradu nagradom za crtež), Bumerang ( nagrađen 1962. u Karlovy Varyma prvom nagradom; Specijalnom nagradom Međunarodnog udruženja filmskih klubova; Annecy- pohvala za Bumerang; 1963. u Beogradu dobiva drugu Nagradu za režiju), Neman i vi (1964., Edinburgh- specijalno priznanje; 1965., Vicenza- specijalna nagrada u kategoriji filmova namijenjenih televiziji; Fiuggia- specijalno priznanje), Vau-vau (1965. u Beogradu osvaja diplomu za scenarij, režiju, animaaciju; Oberhausen- treća nagrada).

## Vanjske poveznice
- Boris Kolar na IMDb
- Filmografija[neaktivna poveznica]